# Teratosphaeria microspora
Teratosphaeria microspora är en svampart som beskrevs av Joanne E. Taylor & Crous 2000. Teratosphaeria microspora ingår i släktet Teratosphaeria och familjen Teratosphaeriaceae.   Inga underarter finns listade i Catalogue of Life.